# Mistrzostwa Świata w Lekkoatletyce 2017 – bieg na 5000 m kobiet
Bieg na 5000 metrów kobiet – jedna z konkurencji biegowych rozegranych podczas lekkoatletycznych mistrzostw świata na Stadionie Olimpijskim w Londynie.

## Terminarz
| Data        | Godzina |            |
| ----------- | ------- | ---------- |
| 10 sierpnia | 18:30   | Eliminacje |
| 13 sierpnia | 19:35   | Finał      |

## Rekordy
Tabela prezentuje rekord świata, rekordy poszczególnych kontynentów, mistrzostw świata, a także najlepszy rezultat na świecie w sezonie 2017 przed rozpoczęciem mistrzostw.
|                            | Zawodniczka          | Wynik    | Miejsce   | Data                      |
| -------------------------- | -------------------- | -------- | --------- | ------------------------- |
| Rekord świata              | Tirunesh Dibaba      | 14:11,15 | Oslo      | 6 czerwca 2008(dts)       |
| Listy światowe             | Hellen Onsando Obiri | 14:18,37 | Rzym      | 8 czerwca 2017(dts)       |
| Rekord mistrzostw świata   | Tirunesh Dibaba      | 14:38,59 | Helsinki  | 13 sierpnia 2005(dts)     |
| Rekord Afryki              | Tirunesh Dibaba      | 14:11,15 | Oslo      | 6 czerwca 2008(dts)       |
| Rekord Azji                | Jiang Bo             | 14:28,09 | Szanghaj  | 23 października 1997(dts) |
| Rekord Ameryki Północnej   | Shannon Rowbury      | 14:38,92 | Bruksela  | 9 września 2016(dts)      |
| Rekord Ameryki Południowej | Simone da Silva      | 15:18,85 | São Paulo | 20 maja 2015(dts)         |
| Rekord Europy              | Lilija Szobuchowa    | 14:23,75 | Kazań     | 19 lipca 2008(dts)        |
| Rekord Australii i Oceanii | Kimberley Smith      | 14:45,93 | Rzym      | 11 lipca 2008(dts)        |

## Minima kwalifikacyjne
Aby zakwalifikować się do mistrzostw, należało wypełnić minimum kwalifikacyjne wynoszące 15:22,00 (uzyskane w okresie od 1 października 2016 do 23 lipca 2017).

## Rezultaty

### Eliminacje
Awans: Pięć najszybszych z każdego biegu (Q) i pięć z najlepszymi czasami wśród przegranych (q).
| Pozycja | Bieg | Zawodniczka                | Państwo           | Czas     | Uwagi |
| ------- | ---- | -------------------------- | ----------------- | -------- | ----- |
| 1       | 1    | Hellen Obiri               | Kenia             | 14:56,70 | Q     |
| 2       | 1    | Almaz Ayana                | Etiopia           | 14:57,06 | Q,    |
| 3       | 1    | Senbere Teferi             | Etiopia           | 14:57,23 | Q     |
| 4       | 1    | Susan Kuijken              | Holandia          | 14:57,33 | Q     |
| 5       | 1    | Shannon Rowbury            | Stany Zjednoczone | 14:57,55 | Q,    |
| 6       | 1    | Sheila Chepkirui           | Kenia             | 14:57,58 | q,    |
| 7       | 2    | Letesenbet Gidey           | Etiopia           | 14:59,34 | Q     |
| 8       | 1    | Laura Muir                 | Wielka Brytania   | 14:59,34 | q     |
| 9       | 2    | Sifan Hassan               | Holandia          | 14:59,85 | Q     |
| 10      | 2    | Shelby Houlihan            | Stany Zjednoczone | 15:00,37 | Q,    |
| 11      | 2    | Eilish McColgan            | Wielka Brytania   | 15:00,38 | Q,    |
| 12      | 2    | Margaret Chelimo Kipkemboi | Kenia             | 15:00,39 | Q     |
| 13      | 2    | Karoline Bjerkeli Grøvdal  | Norwegia          | 15:00,44 | q,    |
| 14      | 2    | Molly Huddle               | Stany Zjednoczone | 15:03,60 | q     |
| 15      | 2    | Kalkidan Gezahegne         | Bahrajn           | 15:07,19 | q,    |
| 16      | 1    | Yasemin Can                | Turcja            | 15:08,20 |       |
| 17      | 1    | Alina Reh                  | Niemcy            | 15:10,01 | PB    |
| 18      | 2    | Rina Nabeshima             | Japonia           | 15:11,83 | PB    |
| 19      | 2    | Madeline Hills             | Australia         | 15:13,77 |       |
| 20      | 1    | Ana Lozano                 | Hiszpania         | 15:14,23 | PB    |
| 21      | 1    | Bontu Rebitu               | Bahrajn           | 15:16,70 | PB    |
| 22      | 1    | Mercyline Chelangat        | Uganda            | 15:16,75 |       |
| 23      | 1    | Andrea Seccafien           | Kanada            | 15:19,39 |       |
| 24      | 2    | Stella Chesang             | Uganda            | 15:23,02 |       |
| 25      | 2    | Jessica O’Connell          | Kanada            | 15:23,16 |       |
| 26      | 1    | Ayuko Suzuki               | Japonia           | 15:24,86 |       |
| 27      | 1    | Eloise Wellings            | Australia         | 15:25,92 |       |
| 28      | 2    | Muriel Coneo               | Kolumbia          | 15:26,18 | NR    |
| 29      | 2    | Heidi See                  | Australia         | 15:38,86 |       |
| 30      | 1    | Camille Buscomb            | Nowa Zelandia     | 15:40,41 |       |
| 31      | 2    | Stephanie Twell            | Wielka Brytania   | 15:41,29 |       |
| 32      | 2    | Julia Szmatenko            | Ukraina           | 16:40,36 |       |
| -       | 2    | Genzebe Dibaba             | Etiopia           | DNS      |       |
| -       | 1    | Sarah Lahti                | Szwecja           | DNS      |       |

### Finał
| Pozycja | Zawodniczka                | Państwo           | Czas     | Uwagi |
| ------- | -------------------------- | ----------------- | -------- | ----- |
| 01 !    | Hellen Obiri               | Kenia             | 14:34,86 |       |
| 02 !    | Almaz Ayana                | Etiopia           | 14:40,35 | SB    |
| 03 !    | Sifan Hassan               | Holandia          | 14:42,73 |       |
| 4       | Senbere Teferi             | Etiopia           | 14:47,45 |       |
| 5       | Margaret Chelimo Kipkemboi | Kenia             | 14:48,74 |       |
| 6       | Laura Muir                 | Wielka Brytania   | 14:52,07 | PB    |
| 7       | Sheila Chepkirui           | Kenia             | 14:54,05 | PB    |
| 8       | Susan Kuijken              | Holandia          | 14:58,33 |       |
| 9       | Shannon Rowbury            | Stany Zjednoczone | 14:59,92 |       |
| 10      | Eilish McColgan            | Wielka Brytania   | 15:00,43 |       |
| 11      | Letesenbet Gidey           | Etiopia           | 15:04,99 |       |
| 12      | Molly Huddle               | Stany Zjednoczone | 15:05,28 |       |
| 13      | Shelby Houlihan            | Stany Zjednoczone | 15:06,40 |       |
| 14      | Kalkidan Gezahegne         | Bahrajn           | 15:28,21 |       |
| -       | Karoline Bjerkeli Grøvdal  | Norwegia          | DNF      |       |